# Liste der Baudenkmale in Oldenburg (Oldb) – Stau
In der Liste der Baudenkmale in Oldenburg (Oldb) – Stau stehen alle Baudenkmale der Straße Stau in Oldenburg (Oldb). Der Stand der Liste ist das Jahr 2022.

## Allgemein
In den Spalten befinden sich folgende Informationen:
- Lage: die Adresse des Baudenkmales und die geographischen Koordinaten. Kartenansicht, um Koordinaten zu setzen. In der Kartenansicht sind Baudenkmale ohne Koordinaten mit einem roten Marker dargestellt und können in der Karte gesetzt werden. Baudenkmale ohne Bild sind mit einem blauen Marker gekennzeichnet, Baudenkmale mit Bild mit einem grünen Marker.
- Bezeichnung: Bezeichnung des Baudenkmales
- Beschreibung: die Beschreibung des Baudenkmales. Unter § 3 Abs. 2 NDSchG werden Einzeldenkmale und unter § 3 Abs. 3 NDSchG Gruppen baulicher Anlagen und deren Bestandteile ausgewiesen.
- ID: die Objekt-ID des Baudenkmales
- Bild: ein Bild des Baudenkmales, ggf. zusätzlich mit einem Link zu weiteren Fotos des Baudenkmals im Medienarchiv Wikimedia Commons. Wenn man auf das Kamerasymbol klickt, können Fotos zu Baudenkmalen aus dieser Liste hochgeladen werden:

Zurück zur Hauptliste
| Lage                                    | Bezeichnung                                         | Beschreibung | ID       | Bild |
| --------------------------------------- | --------------------------------------------------- | --- | -------- | ---- |
| Stau 53° 8′ 26″ N, 8° 13′ 13″ O         | Kran                                                | Ladekran mit Ausleger in genieteter Eisenkonstruktion, ehemals entlang der Kaimauer auf Schienen beweglich. Führerhaus mit Holzverkleidung. Gebaut 1899 für den Braker Hafen, wohl um 1907 von der Stadt Oldenburg erworben und an den heutigen Standort versetzt. | 37422740 |      |
| Stau 3 53° 8′ 26″ N, 8° 13′ 3″ O        | Zuckerfabrik Bulling & Breithaupt (Packhaus)        | Giebelständiger viergeschossiger Putzbau unter Satteldach. Eingang mittig, darüber in allen Geschossen und im ersten Giebelgeschoss mittig doppelte Ladeluken. Sparsame Putz-/Werksteingliederung: am Erdgeschoss horizontale Fugen, darüber geschossteilende Platte. Als Giebelbekrönung Vase. Bauzeitliche Tür mit Oberlicht. Erbaut 1800–1801 als Packhaus der Zuckerfabrik Bulling & Breithaupt, später als Zollamt-Lager genutzt, heute Katasteramt. | 37466090 | BW   |
| Stau 5 53° 8′ 26″ N, 8° 13′ 4″ O        | Zuckerfabrik Bulling & Breithaupt (Haus Breithaupt) | Zweigeschossiger giebelständiger Putzbau von fünf Achsen über Kellersockel unter Schopfwalmdach. Mittig flacher Risalit von drei Achsen, darin mittig Eingang mit doppelläufiger Freitreppe. Werksteingliederung: geschossteilende Platten über dem Sockel und EG, Türrahmung und Fensterrahmungen im EG und OG des Risalits, Ädikulen im OG des Risalits, Traufgesims. Bauzeitliche Tür mit Oberlicht. Innen bauzeitliche Treppe. Erbaut 1800–1801 als Wohnhaus des Zuckerfabriksbesitzers Friedrich Anton Breithaupt, später vom Staatshochbauamt genutzt, heute Katasteramt. | 37466114 | BW   |
| Stau 7 53° 8′ 27″ N, 8° 13′ 5″ O        | Oldenburgische Landesbank                           | Zweigeschossiger Werkstein- und Putzbau auf L-förmigem Grundriss über Sockelgeschoss unter Halbwalmdach bzw. Walmdach. Links zur Gottorpstraße sechzehn Achsen, rechts zum Stau acht Achsen. Sockel rustiziert. An beiden Straßen jeweils Eckrisalite von zwei Achsen, mittig über dem Sockelgeschoss jeweils eingestellte kolossale ionische Halbsäulen mit abschließendem Gebälk. Zur Gottorpstraße mittig zwei Eingänge, darüber jeweils konvexe Gebälke auf Männerfiguren mit Werkzeugen auf Volutenkonsolen, abschließend seitlich Kugeln, mittig Halbfiguren eines Mannes bzw. einer Frau mit Schriftrolle, begleitet von Löwen bzw. Adlern. Inschriften an den Gebälken: „OLDENBURGISCHE / LANDESBANK.“, an den Schriftrollen: „Gegr. 1869 / Erb. 1915“. Fenster beider Geschosse achsweise gemeinsam gerahmt, die des Erdgeschosses mit Balusterbrüstungen. An den Risaliten anstelle der Halbsäulen breite Lisenen, ebenfalls mit Gebälk, im Dach dreiachsige attikaartige Zwerchhäuser unter Mansarddächern, daran jeweils drei Reliefs mit allegorischen Figurengruppen, an jedem Risalit Landwirtschaft, Handwerk und Handel darstellend. An den Mittelteilen dichte Reihungen von Giebelgaupen. Erbaut 1914–1917 an der Stelle des Kunstgewerbemuseums von 1892–1893, Architekt: Heinrich Früstück. | 37420801 | BW   |
| Stau 25 53° 8′ 28″ N, 8° 13′ 12″ O      | Stall                                               | Stallgebäude zum Haus Stau 25/27, rückwärtig an der Rückseite des Hofes zur Rosenstraße gelegen. Zur Rosenstraße giebelständiger eingeschossiger Fachwerkbau unter Schopfwalmdach. Mittig Toreinfahrt, darüber Ladeluke. Erbaut 1814. | 37447945 | BW   |
| Stau 25 / 27 53° 8′ 27″ N, 8° 13′ 12″ O | Wohn-/ Geschäftshaus                                | Eckhaus zur Rosenstraße. Traufständiger zweigeschossiger Putzbau von sieben unregelmäßig breiten Achsen unter Schopfwalmdach. Im Erdgeschoss moderne Schaufenster, Eingang in der zweiten Achse von links. Sparsame Putzgliederung: Fensterrahmungen, Traufgesims. Erbaut 1814 für den Kaufmann Lamprecht (EG Lager, Eingang in der dritten Achse von rechts mit Innentreppe), 1821 zum Militärhospital umgebaut (Ausbau des EG zur Wohnung, zweiläufige Freitreppe für Obergeschosseingang, Einbau einer Durchfahrt links) Architekt: Heinrich Carl Slevogt, ab 1838 „Steuer-Local“, ab 1841 im Besitz des Tischlers Inhülsen. | 37448733 | BW   |
| Stau 29 53° 8′ 27″ N, 8° 13′ 14″ O      | Wohnhaus                                            | Eckhaus zur Rosenstraße. Traufständiger zweigeschossiger Putzbau von neun Achsen unter Schopfwalmdach. Mittig flacher Risalit von drei Achsen, darüber Volutengiebel. Rechts und links je ein weiterer, kleinerer Zwerchgiebel. Darüber vier Giebelgaupen. Eingang mittig. Auf der rechten Seite leicht zurückgesetzter Anbau mit Einfahrt unter Flachdach. Putzgliederung: Quaderung, geschossteilende Gesimse, Fensterrahmungen, am Risalit im Obergeschoss Brüstungsfelder, dort und an allen drei Giebeln Pilaster und Gebälk, verkröpftes Traufgesims mit Zahnschnitt und Konsolfries, am Mittelgiebel Obelisken und Kugeln als Aufsätze. Erbaut 1811, wahrscheinlich für den Minister Heinrich von Berg, 1862–1879 Naturhistorisches Museum, 1880 östlicher Anbau und Fassade überarbeitet für und durch Maurermeister Heinrich Schäfer, 1928 städtische Technikerschule. | 37448758 | BW   |
| Stau 33 53° 8′ 27″ N, 8° 13′ 15″ O      | Wohnhaus                                            | Zweigeschossiger Putzbau von vier Achsen unter Halbwalmdach. Linke Achse etwas breiter mit rekonstruierter Toreinfahrt. In der zweiten Achse von links Eingang. Moderne Schleppgaupe. Putzgliederung: Quaderung des Erdgeschosses, gequaderte Lisenen an den Kanten und zwischen den beiden linken Achsen, geschossteilendes Gesims, im OG Fensterrahmungen und Brüstungsfelder, Kranzgesims mit Konsolfries. Erbaut 1862. | 37449409 | BW   |
| Stau 34 53° 8′ 27″ N, 8° 13′ 16″ O      | Wohnhaus                                            | Kern winkelförmiger zweigeschossiger Putzbau unter Walmdach, der heutige Nordflügel (Straßenflügel) und Westflügel. Nach Südosten zum Hafen zweigeschossiger Anbau unter Mansardwalmdach, im Winkel die Südwestecke eingeschossig unter Balkon. Auf der Ostseite großer moderner Anbau. Hauptfassade nach Norden mit fünf Achsen, Eingang mittig, mittlere drei Achsen Risalit unter Zwerchgiebel. Westseite mit drei Achsen. Südfassade mit vier Achsen, mittig zweiachsiger Zwerchgiebel mit Rundbogenfenstern. Putzgliederung: Rustizierung der Kanten im EG und Kantenlisenen im OG, Quaderung des Sockels, Fensterrahmungen, im Obergeschoss Brüstungsfelder, Pilaster, Gebälk und am Risalit Ädikulen, Kranzgesims mit Konsolfries. Die übrigen Fassaden nur leicht variiert. Erbaut 1887 für Gastwirt Reiners, Architekt: wohl Mönning & Sohn, 1899 nach Süden erweitert. | 37449432 | BW   |
| Stau 35 53° 8′ 28″ N, 8° 13′ 15″ O      | Wohnhaus                                            | Eckhaus zur Bleicher- und Kaiserstraße. Dreigeschossiger traufständiger Putzbau von achtzehn Achsen mit konvexer Fassade auf ungefähr viertelkreisförmigem Grundriss, unter Satteldach. Im EG modern veränderte Ladeneinbauten und mittige Einfahrt. In den OG die fünfte bis siebte Achse von außen segmentbogenförmige Erker, verbunden in beiden Geschossen durch breite Balkons. Über den Erkern Segmentbogengaupen, über den mittleren zwei Achsen große zwerchhausartige Gaupe mit Schweifgiebel und über den zweiten Achsen von außen kleinere Segmentbogengaupen. Sparsame Putzgliederung: stilisierte kolossale Pilaster mit ovalen Kartuschen und Festons anstelle der Kapitelle, Traufgesims. Erbaut 1907, Architekt: J. Kahle. | 37449456 |      |
| Stau 109 53° 8′ 26″ N, 8° 13′ 46″ O     | Städtischer Schlachthof (Torhaus)                   | Zweigeschossiger Backsteinbau von drei Achsen unter stark vorkragendem, flachen Pyramidendach. Eingang rechts. Öffnungen alle segmentbogig. Auf der rechten Seite zurückgesetzter Vorbau mit Wintergarten im Obergeschoss. Auf der linken Seite Balkon und zurückgesetzter eingeschossiger Anbau, beide modern. Über dem Sockel und zwischen den Geschossen horizontale Bänder in hellerem Backstein. Rückwärtig schmalerer und etwas niedrigerer Werkstattanbau unter stark vorkragendem, flachen Satteldach. Rechts an der Straße Backsteinmauer und kurz vor dem Verwaltungsgebäude Stau 117 breites Eisentor. Erbaut 1894–1896, Architekt: Carl Franz Noack. | 37426616 | BW   |
| Stau 117 53° 8′ 26″ N, 8° 13′ 49″ O     | Städtischer Schlachthof (Verwaltungsgebäude I)      | Zweieinhalbgeschossiger Backsteinbau von vier Achsen über Kellersockel mit Drempel unter vorkragendem Walmdach. Mittlere zwei Achsen zusammengezogen und als dreigeschossiger Risalit mit Zwerchgiebel ausgebildet. auf der linken Seite Mittelrisalit und davor eingeschossiger Standerker unter Wintergarten, zur Straße moderner Balkon. Auf der rechten Seite zurückgesetzter Vorbau mit Eingang. türen und Fenster segmentbogig. Farblich abgesetzte Backsteingliederung: geschossteilende Bänder über Konsolfries, Brüstungsbänder, Brüstungsfelder, im Wechsel Keilsteine über den Öffnungen. Links zur Straße kleines Eisentor mit zwei Backsteinpfosten. 2-gesch. traufständiger Ziegelbau, unterkellert, mit Attikageschoß unter flachem Walmdach. Mittelachsen trauf- und giebelseitig übergiebelt, farbig verglaste Loggia im OG. Erbaut 1894–1896, Architekt: Carl Franz Noack. | 37426552 | BW   |
| Stau 119 53° 8′ 26″ N, 8° 13′ 50″ O     | Städtischer Schlachthof (Verwaltungsgebäude II)     | Zweigeschossiger Backsteinbau von fünf Achsen über Kellersockel unter geknicktem Walmdach. Fenster zur Mitte zusammengerückt. Zwei moderne Gaupen. Auf der rechten Seite Eingang mit Freitreppe und moderner Balkon. Sparsame Backsteingliederung: Rollschicht über dem Sockel, reliefierte Brüstungsfelder unter den Fenstern des Obergeschosses. Erbaut 1928–1930. | 37426573 | BW   |
| Stau 144 53° 8′ 26″ N, 8° 13′ 58″ O     | Bahnwasserturm Oldenburg                            | Zylindrisch ummantelter Hochbehälter auf achteckigem Backsteinsockel und sich verjüngendem Schaft aus Backstein mit breiten Putzlisenen unter achteckigem Pyramidendach. 33 m hoch. Erbaut 1908, Architekt: Kloopmann. 1992–1993 Einbau von Büroräumen. | 37422762 |      |
| Stau 53° 8′ 25″ N, 8° 14′ 2″ O          | Eisenbahnbrücke                                     | Rollklappbrücke der Bahnlinie Oldenburg-Bremen/Osnabrück über die Hunte, Länge 2 × 29,71 m. Zweiteilige genietete Stahlkonstruktion aus verstärkten Vollwandträgern mit Elt-Antrieb. Widerlager an den Ufern und in der Flussmitte mit Ziegelmauerwerk verblendet. Erbaut 1953. | 37422784 |      |